# Francesco Molino

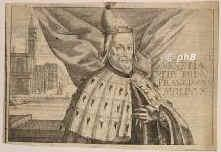
Francesco Molin

Francesco Molin, ook Francesco da Molin genoemd, (21 april 1575 - 27 februari 1655) was de 99ste doge van Venetië. Hij regeerde van 1646 tot aan zijn overlijden. Tijdens zijn regering werd de status van patriciër, waarmee men stemrecht had om de Doge te benoemen, koopbaar.

## Leven
Francesco Molin was de zoon van Marino Molin en zijn vrouw Paola uit het huis Barbarigo. Molin had een briljante militaire carrière. Hij streed tegen de piraten in de Adriatische Zee en tegen de Pauselijke troepen bij Ferrara. Hij was provveditore voor Dalmatië en uiteindelijk procurator di supra. In 1645 was hij voor de tweede maal in zijn carrière tot Kapitein-generaal benoemd, maar kon door ziekte het ambt niet uitoefenen. Ondanks zijn talrijke gezondheidsproblemen, die hem zijn hele carrière achtervolgden, werd hij na in 1646 tot Doge gekozen.
Hij bleef ongehuwd en liet zijn vermogen aan zijn neven na.

## Periode als Doge
Ondanks zijn frequente gezondheidsproblemen werd hij na 23 stemmingsrondes op 20 januari 1646 tot Doge gekozen.
Gedurende zijn regering ging de strijd tegen het Ottomaanse Rijk om de beheersing van Kreta door - deze zou nog tot 1669 duren.
Gedurende de eerste jaren van de strijd boekten de Venetianen enkele successen. De omgeving van Venetië en Dalmatië werd versterkt om te zorgen dat de strijd zich op Turks grondgebied zou afspelen. De Venetianen slaagden erin om het Fort Kliss, dat tot dan toe onneembaar werd geacht - te veroveren, maar slaagden er niet in hier strategisch voordeel uit te boeken. Venetiaanse leger overwinningen betekenden weinig, doordat het Ottomaanse rijk door haar grote bevolkingsbasis de verliezen kon opvangen.
De langdurige oorlog putte de staatskas uit en maakte het noodzakelijk nieuwe inkomstenbronnen aan te boren, ook omdat een aantal van de gebruikelijke markten verloren gingen. Zo was door de strijd tegen de Turken om de beheersing van de Oostelijke Middellandse Zee de Zwarte Zee niet meer toegankelijk, en ook grote delen  van de Levant waren niet toegankelijk. Engelse handelaren wikkelden hun handel met het Middellandse Zeegebied in toenemende mate via Livorno af.
Een nieuwe bron van inkomsten werd aangeboord door de verkoop van adellijke titels. Had er bij de aanstelling tot ambten al vaak rijkelijk geld gevloeid - een procuratorschap kostte soms 20.000 dukaten - nu zou de prijs voor de entree tot de Venetiaanse raad 100.000 dukaten bedragen hebben.

De tegenstand tegen het te koop zetten van het bestuur van de republiek was vooral bij de verarmde adel, die aan hun lidmaatschap van de grote raad nog enige prestige ontleenden, natuurlijk groot.